# Inisfada
Inisfada era una finca en North Hills, Long Island (Estados Unidos). Perteneció a Nicholas Frederic Brady y Genevieve Brady (de soltera Garvan), un duque y una duquesa papales. Nicholas Brady se convirtió del episcopalianismo al catolicismo y construyó la mansión como residencia de su familia. Terminada en 1920, la casa fue cedida posteriormente a los jesuitas. Usaron el edificio como seminario y más tarde como casa de retiro de San Ignacio. La propiedad se vendió en mayo de 2013 a desarrolladores y la casa fue demolida en diciembre de 2013.

## Historia
La mansión fue construida entre 1916 y 1920 y costó más de 2 millones de dólares. Fue diseñada por el arquitecto de Filadelfia John T. Windrim. Tenía 87 habitaciones y fue construida en una finca que originalmente abarcaba 300 acres.
Como señalaron The New York Times y Newsday, fue utilizada como residencia para dignatarios católicos visitantes, incluido Eugenio Pacelli (el futuro papa Pío XII) como diplomático del Vaticano.
El nombre Inisfada significa Long Island en gaélico. La casa fue una de las mansiones más grandes de la "Costa Dorada" en la costa norte de Long Island y una vez la cuarta mansión más grande de Estados Unidos.

### Compañía de Jesús
Después de la muerte de la duquesa (que no tuvo hijos) en 1938, Inisfada fue consagrada a la Orden de la Provincia de Nueva York de la Compañía de Jesús (jesuita) para su uso; tenían una casa de retiro (conocida como la Casa de Retiro de San Ignacio) allí a partir de 1963. Antes de 1963, los jesuitas usaban la propiedad como seminario.
El 21 de junio de 2012, según el National Catholic Reporter, el provincial de los jesuitas (P. David Ciancimino) anunció por carta que Inisfada y otra casa de retiro jesuita local, la Casa de Retiro de los jesuitas Mount Manresa en Staten Island, serían cerradas el 1 de junio de 2013. La carta señalaba "El modelo de mantenimiento de casas de retiro ya no es financieramente viable o consistente con esta nueva visión", y abogaba por "que seamos más flexibles y ágiles en la forma en que compartimos los Ejercicios".
Se hicieron esfuerzos y protestas sostenidas para preservar la mansión por parte de grupos de preservación y activistas, incluyendo un esfuerzo infructuoso de los líderes del gobierno local para obtener el estatus de hito para el edificio. Una organización cívica de Manhasset llamada Council of Greater Manhasset Civic Associations intentó montar una campaña de base para salvar el edificio,  incluido el intento de encontrar un comprador alternativo para el edificio en Community Wellness Clinics of America, una organización de salud sin fines de lucro con sede en Queens. organización que afirmó poder igualar otras ofertas para el edificio. El historiador de la ciudad de North Hempstead, Howard Kroplick, declaró: "Es otro día triste para preservar la historia de Long Island. Es una pena que los funcionarios de Village of North Hills, en nombre del 'progreso', hayan hecho pocos intentos por salvar este edificio histórico y único "

### Venta y demolición
La propiedad se vendió en mayo de 2013 por 36,5 millones de dólares al Manhasset Bay Group, un consorcio de cuatro empresas de desarrollo con sede en Hong Kong. En el momento de la venta, la propiedad tenía solo 13,3 ha. La casa de retiro jesuita cerró en agosto. La última misa se celebró en el centro de retiros el 2 de junio de 2013 La capilla de Saint Genevieve, una de las capillas principales de la casa de retiro, que contenía trabajos en madera intrincados, fue rescatada y está siendo almacenada bajo el cuidado de la Universidad de Fordham.
La propiedad estaba valorada en el momento de la venta en 44 millones de dólares. La demolición de la mansión comenzó el 5 de diciembre de 2013. El 6 de diciembre de 2013, Newsday informó que casi la mitad de la mansión fue demolida.
Manhasset Bay Group planea construir una subdivisión en la propiedad, con 46 casas en lotes que van desde medio acre a un acre de área. Esta subdivisión se sometió a una audiencia por preocupaciones ambientales en marzo de 2016.